# Marsha Ivins
Marsha Sue Ivins (Baltimore, Estados Unidos, 15 de abril de 1951)  es una astronauta e ingeniera aeroespacial estadounidense, una veterana que ha realizado cinco misiones en transbordadores espaciales.

## Biografía
Marsha Ivins nació el 15 de abril de 1951 en Baltimore, Maryland y se graduó de la Nether Providence High Schoolen Wallingford, Pensilvania en 1969.  En 1973 obtuvo un bachelor of Science en Ingeniería aeroespacial por la Universidad de Colorado, Boulder. Tiene la licencia de piloto de transporte de límneas aéreas para aviones con un solo motor, licencia de planeadora comercia y esta certificada como instructora de pilotos. Ha registrado a lo largo de su carrera 7000 horas en aviones civiles de la NASA.
En 1974 comenzó a trabajar como ingeniera en el Centro Espacial Lyndon B. Johnson. Allí se era ingeniera de pantallas, controles espaciales e ingeniería de máquinas. Fue ella quien desarrolló la Orbiter Heads-Up Display (HUD), una pantalla creada para ayudar en la tarea de aproximación y aterrizaje del Orbiter.
En 1980 fue asignada como ingeniera de aviación del avión de entrenamiento Shuttle y copiloto del avión de negocios de la NASA Grumman Gulfstream I. En 1984 fue seleccionada para entrar en las clases de astronauta como especialista en misiones. Desde 1990 hasta 2001 ha realizado cinco vuelos espaciales y ha registado 55 días y más de 1.318 horas en el espacio. Tras terminar estas misiones fue asignada como astronauta veterana a la oficina de astronautas que da apoyo al transbordador espacial, la estación espacial y las sucursales Constellation hasta jubilarse de la NASA el 31 de diciembre de 2010.

## Misiones en el espacio

### STS-32
Su primera misión fue la STS-32, del 9 al 20 de enero de 1990, lanzada desde el Centro espacial John F. Kennedy, Florida. Fue un vuelo de once días, durante el cual los tripulantes a bordo del Orbiter Columbia desplegaron con éxito un satélite Syncom y recuperaron la 9706.876 gramos de Long Duration Exposure Facility  (LDEF). La duración de la misión fue de 261 horas, 1 minuto y 38 segundos. Después de realizar 173 órbitas alrededor de la Tierra y 7.242.048 km , el Columbia regresó con un aterrizaje nocturno en la Base Aérea Edwards, California.

### STS-46
La STS-46, del 31 de julio al 8 de agosto de 1992, fue una misión de 8 días, durante la cual los miembros de la tripulación desplegaron el satélite EURECA (European Retrievable Carrier) y realizaron el primer vuelo de prueba del Sistema de Satélites Amarrados (TSS). La duración de la misión fue de 191 horas, 16 minutos y 7 segundos. El transbordador espacial Atlantis y su tripulación fueron lanzados y aterrizaron en el Centro espacial John F. Kennedy, completando 126 órbitas alrededor de la Tierra en 5.63 millones de kilómetros.

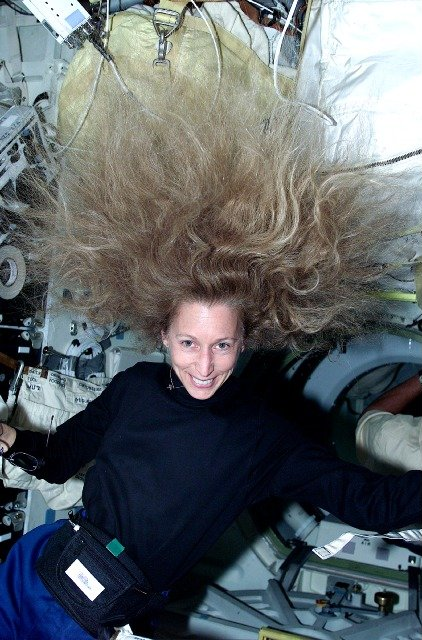
Marsha Ivins experimentando la ingravidez durante la misión espacial STS-98

### STS-62
La STS-62, del 4 al 18 de marzo de 1994, fue una misión de 14 días para realizar la carga útil del laboratorio espacial United States Microgravity Payload (USMP) de los Estados Unidos y 2 cargas útiles de la Office of Aeronautics and Space Technology (OAST). Estas cargas útiles estudiaron los efectos de la microgravedad de los materiales y otras tecnologías de vuelo espacial. Otros experimentos a bordo incluyeron la demostración de tareas avanzadas de teleoperadores utilizando el sistema de manipulación remota, el crecimiento de proteínas cristalinas y el comportamiento dinámico de las estructuras espaciales. La duración de la misión fue de 312 horas, 23 minutos y 16 segundos. El transbordador espacial Columbia se lanzó y aterrizó en el Centro espacial John F. Kennedy, Florida, completando 224 órbitas alrededor de la Tierra en aproximadamente 9.36 millones de kilómetros.

### STS-81
La STS-81, del 12 al 22 de enero de 1997, realizada con el transbordador espacial Atlantis, fue una misión de 10 días, la quinta para acoplarse con la Estación Espacial Mir de Rusia, y la segunda para intercambiar astronautas de los Estados Unidos. La misión también llevó el módulo doble Spacehab que proporciona espacio adicional en el casillero central para experimentos secundarios. En cinco días de operaciones atracadas, más de tres toneladas de alimentos, agua, equipos de experimento y muestras se movieron de una a otra de las dos naves espaciales. Después de 160 órbitas alrededor de la Tierra, la misión concluyó con un aterrizaje en la pista 33 del Centro espacial John F. Kennedy que puso fin a un viaje de 6.27 millones de kilómetros. La duración de la misión fue 244 horas, 56 minutos.

### STS-98
La STS-98, del 7 al 20 de febrero de 2001, realizada con el transbordador espacial Atlantis, continuó la tarea de construir y mejorar la Estación Espacial Internacional al entregar el módulo de laboratorio de los Estados Unidos en la incorporación del Destiny. El transbordador permaneció siete días atracado en la estación mientras Destiny estaba atado y se realizaron tres caminatas espaciales para completar su montaje. La tripulación también reubicó un puerto de atraque y entregó suministros y equipos a la tripulación residente de la Expedición-1. El transbordador espacial Atlantis volvió a aterrizar en la Base Aérea Edwards, en California, viajando 8. 52millones de kilómetros en 203 órbitas. La duración de la misión fue de 12 días, 21 horas, 20 minutos.

Emblemas de las misiones
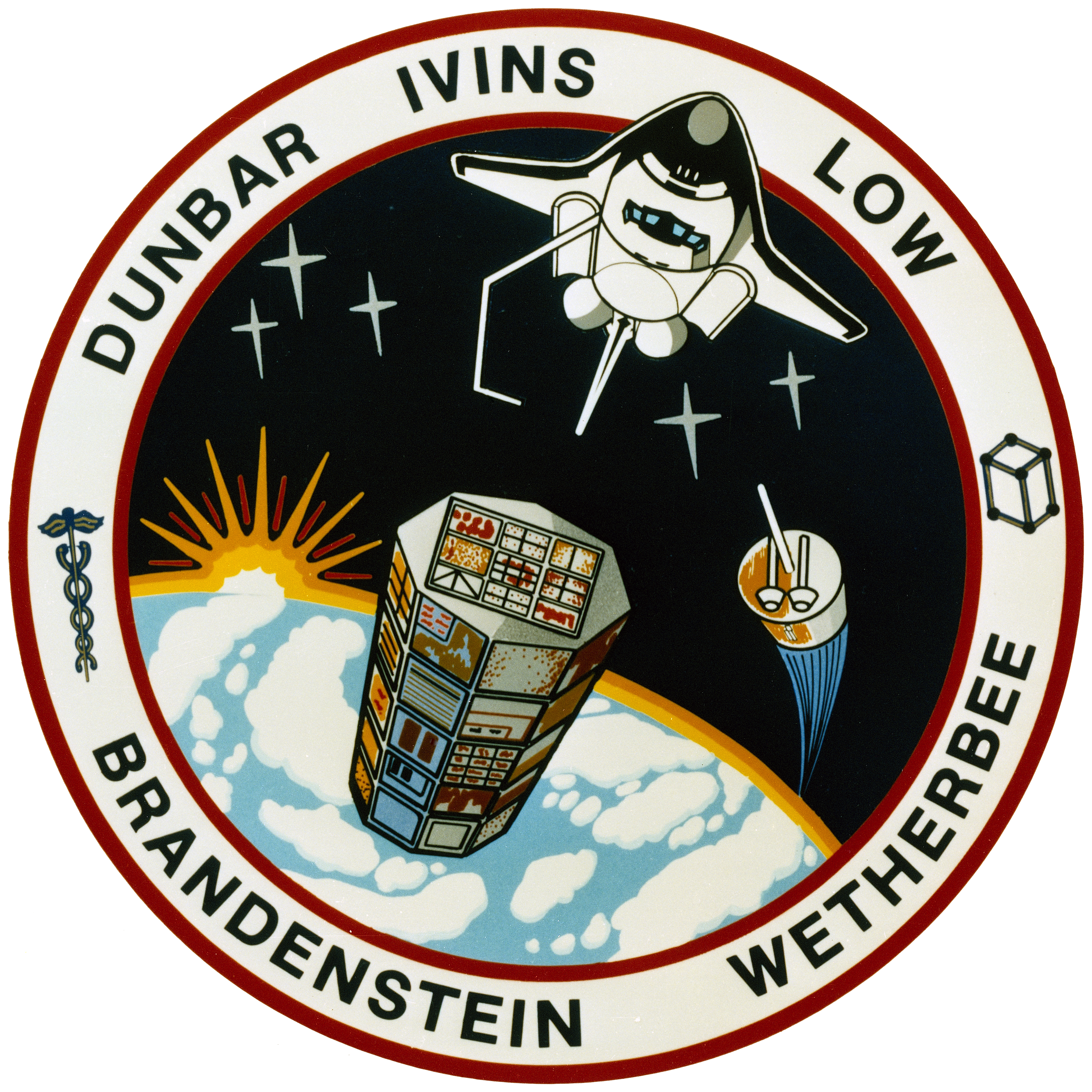
Misión STS-32
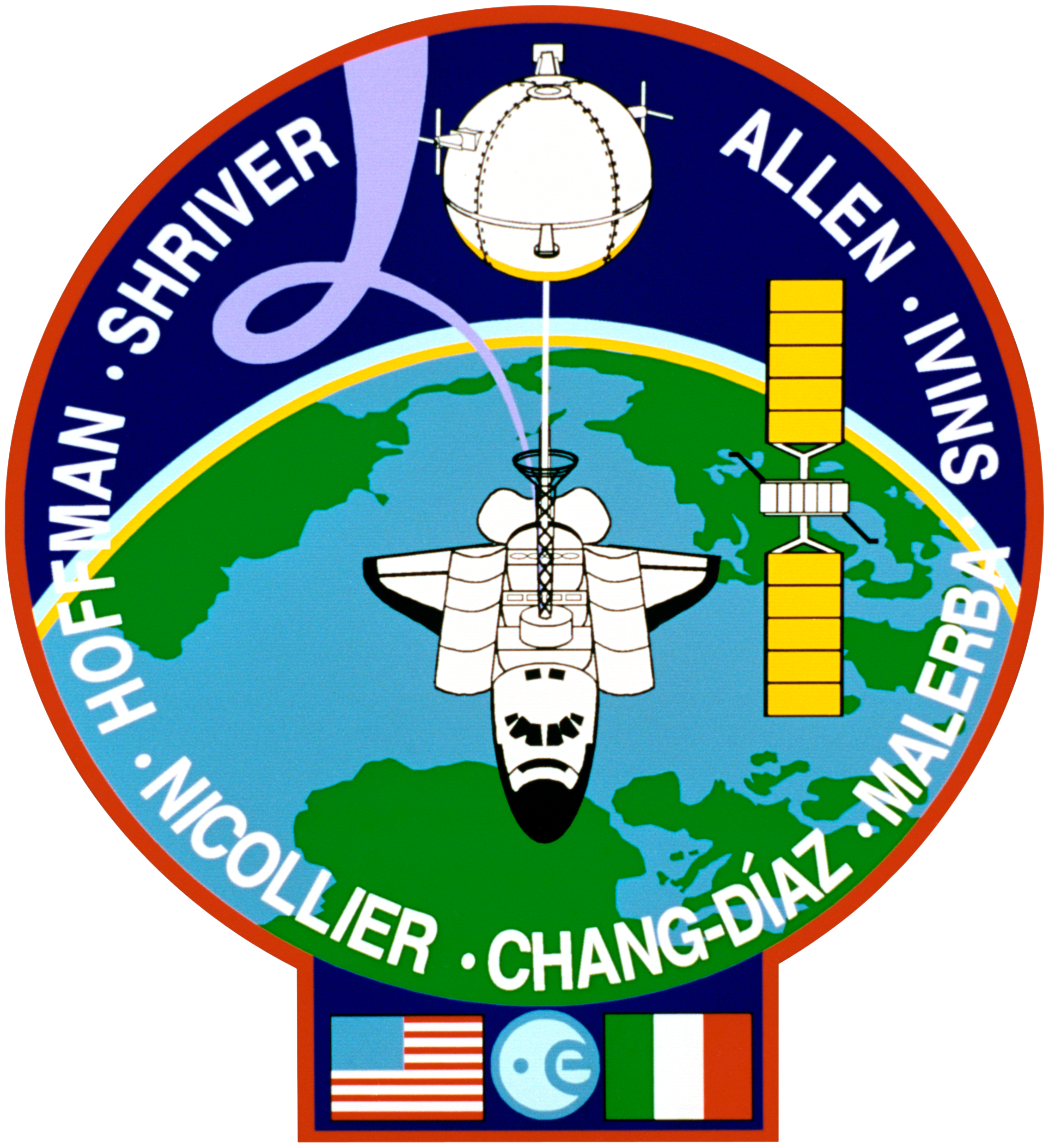
Misión STS-46
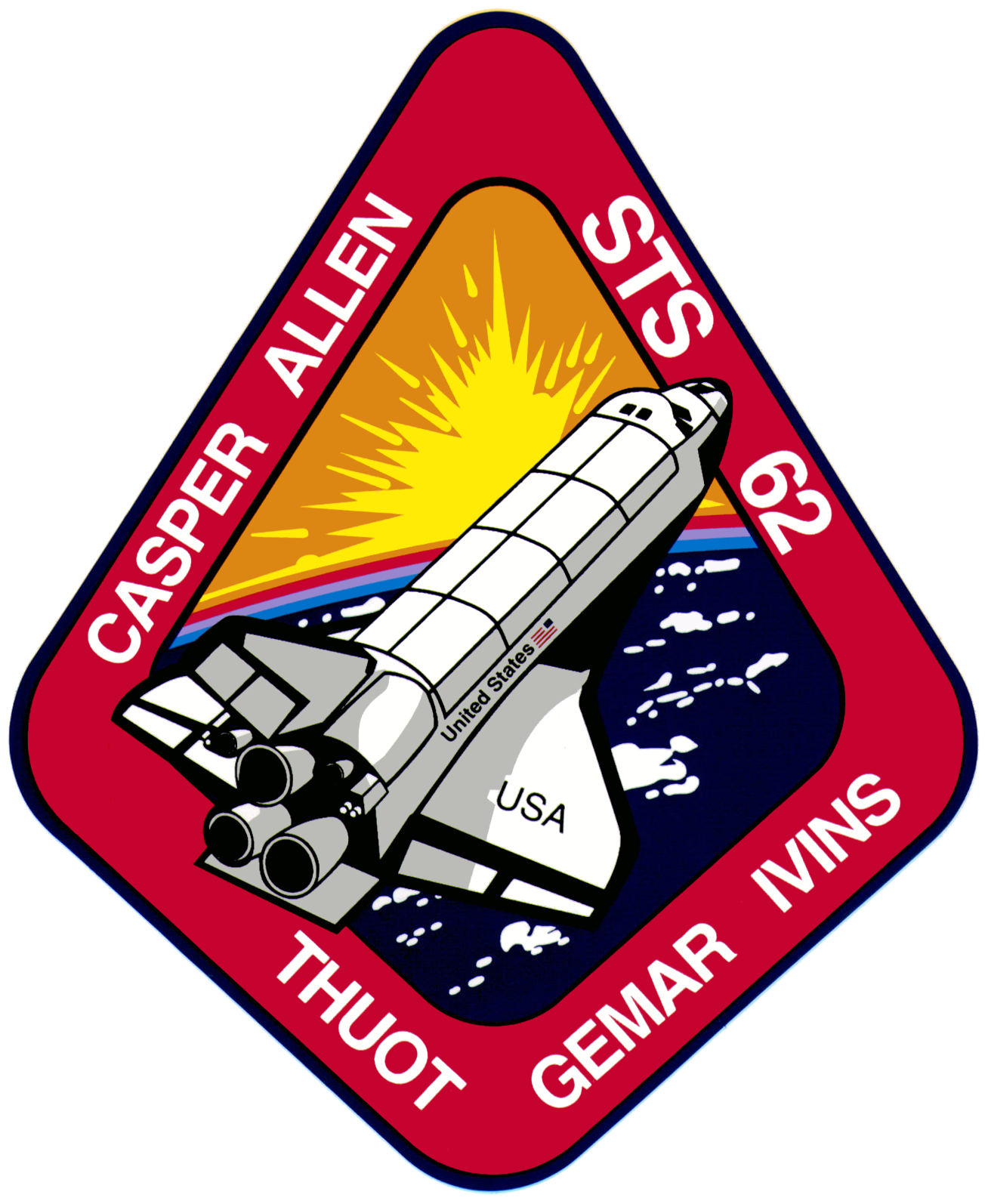
Misión STS-62
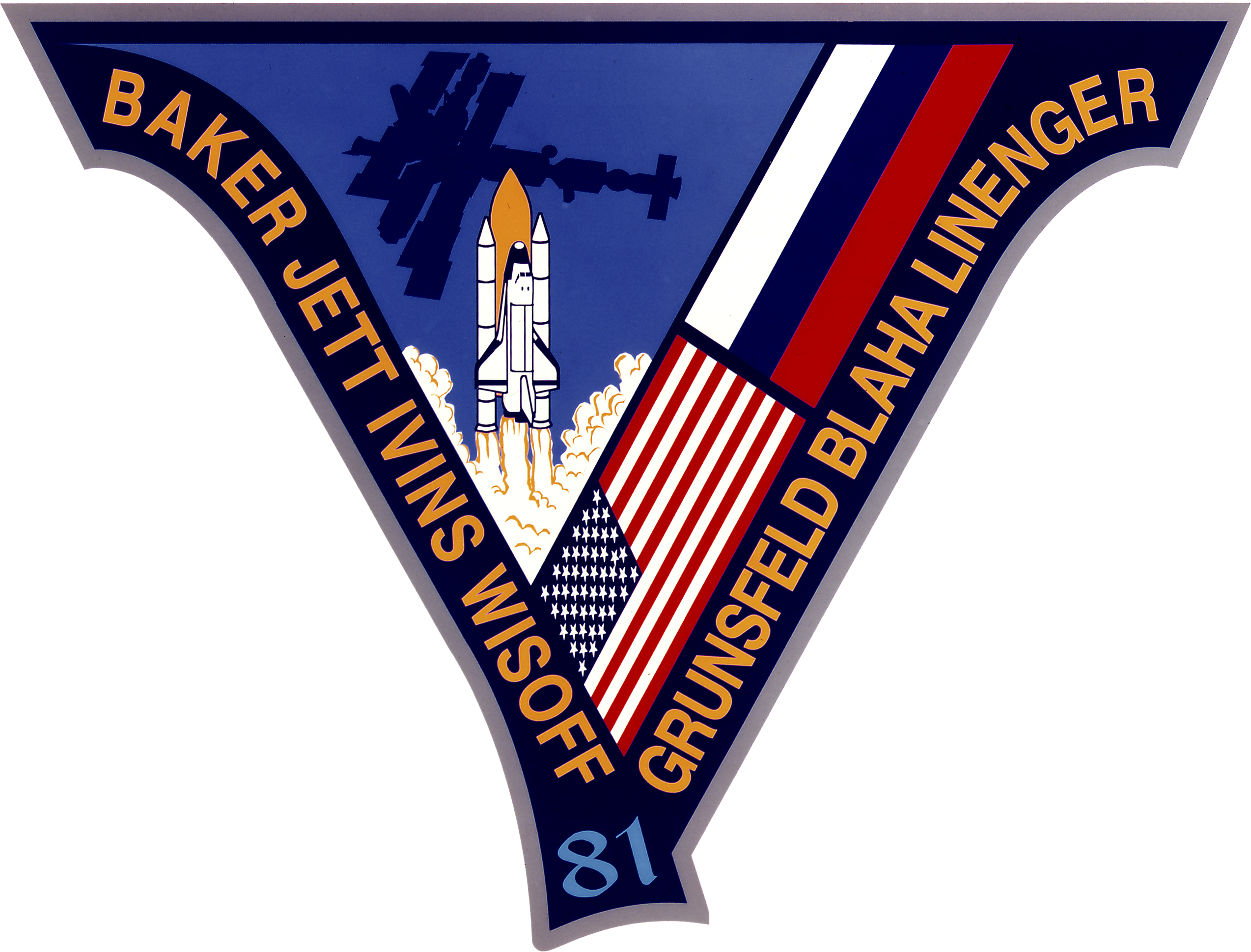
Misión STS-81
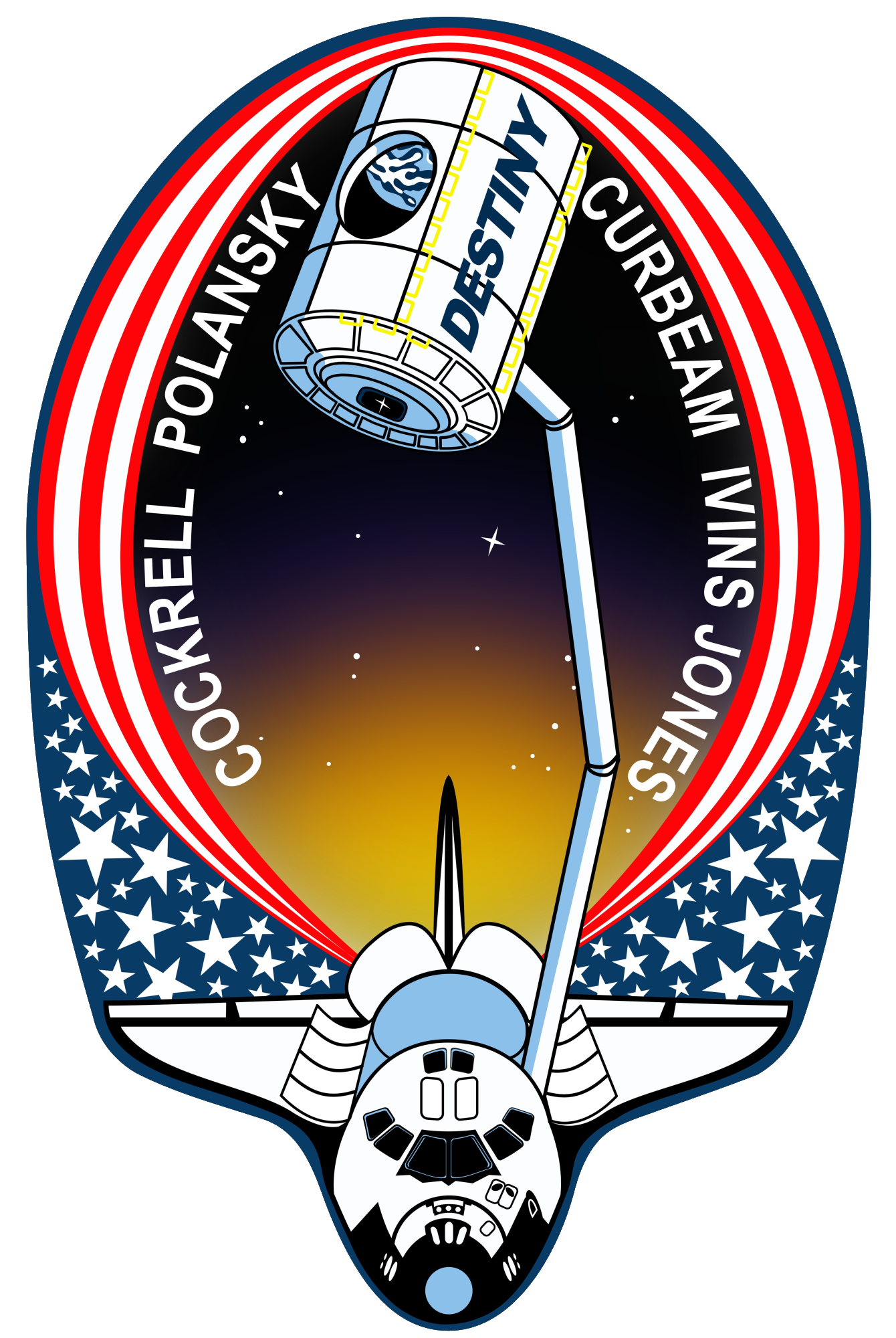
Misión STS-98